# Liste des fortifications et éléments annexes de la place de Besançon
Les ouvrages défensifs, abris d'infanteries et magasins à poudres de Besançon et ses environs, ruinées ou restaurées, sont composées de : 
- Les remparts de la boucle et l'enceinte de Battant avec :
  - Fort Griffon ;
  - Citadelle ;
- Les ouvrages de la fin du XVIIIe siècle
  - Lunettes de Chaudanne (intégrée au fort de Chaudanne), Tousey et Trois-Châtels ;
- Les ouvrages de la première moitié du XIXe siècle :
  - Fort de Bregille ou fort Morand ;
  - Fort de Beauregard ;
  - Fort de Chaudanne ou fort Baudrand ;
  - Fort du Petit Chaudanne[1] ;
- La place fortifiée de Besançon (1870-1883) :
  - Fort de l’Ouest des Buis, ou fort Michaud ;
  - Fort de l’Est des Buis à Besançon et Morre;
  - Fort de Châtillon-le-Duc ;
  - Fort de Chailluz ou fort Kirgener connu comme fort de la Dame Blanche ;
  - Fort Benoit à Chalezeule et Besançon ;
  - Redoute de Montfaucon ou fort Donzelot ;
  - Fort de Montfaucon ou fort Voirol et son poste optique externe ;
  - Fort de Fontain ou fort Marulaz ;
  - Batterie Rolland à Fontain ;
  - Fort de Planoise à Besançon et Avanne-Aveney, ou fort Moncey ;
  - Fort des Justices ou fort Pajol ;
  - Fort des Montboucons à Besançon et Pirey, ou fort Ferrand ;
  - Batterie du Rosemont ;
  - Batterie du Calvaire à Miserey-Salines[2] ;
  - Batterie de la Ferme de l'Hôpital ;
  - Batteries de l'Avancée, des Épesses et des Rattes à Montfaucon.
- L'extension de la place fortifiée (1888-1893) :
  - Ouvrage ou fort de Pugey ;
  - Ouvrages de Pouilley-les-Vignes (4);
  - Ouvrage d’Au Bois à Franois[3] ;
  - Batteries de la Charrière[4] et de la Fourche à Chailluz[5].
- Les 23 magasins à poudre extérieurs aux forts (1880-1892)
  - Porte Notre-Dame (Tarragnoz)[6]
  - Malpas[7]
  - Montfaucon[8]
  - Résillebois (Montfaucon)[9]
  - Trou au loup (Morre)[10]
  - Est des Buis[11]
  - Ouest des Buis[11]
  - Fontain[12]
  - Pugey (enfoui)[13]
  - Planoise[14]
  - Rosemont
  - Chaudanne[15]
  - Montboucons[16]
  - Ferme de l'Hôpital[17]
  - Montarmots[18]
  - Pirey[19]
  - Fontaine-Argent[20]
  - Calvaire[21]
  - Fourche de Chailluz[22]
  - Charrière de Chailluz[23]
  - Chatillon-le-Duc[24]
  - Serre-Franois[25]
  - Au Bois (enfoui)[26]
- Les 9 sites d'abris externes (1890-1892)
  - Arguel[27]
  - Fontain[28]
  - Montfaucon[29]
  - Pouilley-les-Vignes (4 sites)[30]
  - Châtillon-le-Duc[31]
  - Planoise[32]
- Les batteries et réduits d'infanterie complémentaires (1894-1914)
- Les batteries contre aéronefs (1920-1935)
  - Fontain
  - Montfaucon
  - Montboucons
  - Bregille
- Les aménagements bétonnés au sud-est du fort de Montfaucon et à la batterie de l'Avancée (1937-1940)